# Chevrotaine
Chevrotaine – miejscowość i gmina we Francji, w regionie Burgundia-Franche-Comté, w departamencie Jura.
Według danych na rok 1990 gminę zamieszkiwało 25 osób, a gęstość zaludnienia wynosiła 5 osób/km² (wśród 1786 gmin Franche-Comté Chevrotaine plasuje się na 717. miejscu pod względem liczby ludności, natomiast pod względem powierzchni na miejscu 805.).